# Gorizont 20
O Gorizont 20 (também conhecido por Gorizont 30L) foi um satélite de comunicação geoestacionário soviético/russo da série Gorizont construído pela NPO PM. Ele esteve localizado na posição orbital de 14 graus de longitude oeste e era operado pela RSCC (Kosmicheskiya Svyaz). O satélite foi baseado na plataforma KAUR-3 e sua expectativa de vida útil era de 3 anos. O mesmo saiu em fevereiro de 1999.

## Lançamento
O satélite foi lançado com sucesso ao espaço no dia 20 de junho de 1990, por meio de um veículo Proton-K/Blok-DM, lançado a partir do Cosmódromo de Baikonur, no Cazaquistão. Ele tinha uma massa de lançamento de 2.300 kg.

## Capacidade
O Gorizont 20 era equipado com 6 transponders em banda C e um em banda Ku.